# Xian de Zhushan
Pour les articles homonymes, voir Zhushan.
Le xian de Zhushan (竹山县 ; pinyin : Zhúshān Xiàn) est un district administratif de la province du Hubei en Chine. Il est placé sous la juridiction de la ville-préfecture de Shiyan.

## Démographie
La population du district était de 450 637 habitants en 1999.